# مؤمن آل ياسين
حبيب نجار أو حبيب النجار أو مؤمن آل ياسين هو رجل صالح كان يسكن قرية في بلاد الشام قيل أنها أنطاكية، وقد جاء ذكره دون تسمية في القرآن: ﴿وَجَاءَ مِنْ أَقْصَى الْمَدِينَةِ رَجُلٌ يَسْعَى قَالَ يَا قَوْمِ اتَّبِعُوا الْمُرْسَلِينَ ۝٢٠﴾ [يس:20].

## حبيب النجار في القران
وصف الله حال القرية التي كان يسكنها حبيب النجار: ﴿وَاضْرِبْ لَهُمْ مَثَلًا أَصْحَابَ الْقَرْيَةِ إِذْ جَاءَهَا الْمُرْسَلُونَ ۝١٣ إِذْ أَرْسَلْنَا إِلَيْهِمُ اثْنَيْنِ فَكَذَّبُوهُمَا فَعَزَّزْنَا بِثَالِثٍ فَقَالُوا إِنَّا إِلَيْكُمْ مُرْسَلُونَ ۝١٤ قَالُوا مَا أَنْتُمْ إِلَّا بَشَرٌ مِثْلُنَا وَمَا أَنْزَلَ الرَّحْمَنُ مِنْ شَيْءٍ إِنْ أَنْتُمْ إِلَّا تَكْذِبُونَ ۝١٥ قَالُوا رَبُّنَا يَعْلَمُ إِنَّا إِلَيْكُمْ لَمُرْسَلُونَ ۝١٦ وَمَا عَلَيْنَا إِلَّا الْبَلَاغُ الْمُبِينُ ۝١٧ قَالُوا إِنَّا تَطَيَّرْنَا بِكُمْ لَئِنْ لَمْ تَنْتَهُوا لَنَرْجُمَنَّكُمْ وَلَيَمَسَّنَّكُمْ مِنَّا عَذَابٌ أَلِيمٌ ۝١٨ قَالُوا طَائِرُكُمْ مَعَكُمْ أَئِنْ ذُكِّرْتُمْ بَلْ أَنْتُمْ قَوْمٌ مُسْرِفُونَ ۝١٩﴾

## قصة مؤمن آل ياسين
أخبر الله في آيات سورة يس أنه أرسل إلى أهل قرية اثنين من الرسل يدعوانهم إلى عبادة الله تعالى وحده وترك عبادة الأصنام التي لا تضر ولا تنفع، فبادروهما أهل القرية بالتكذيب، فعززهما الله برسول ثالث، وعندما قال المكذبون من أهل القرية ما قالوا من التكذيب، قالت لهم رسلهم إنا رسل الله إليكم ولو كنا كذبة عليه لانتقم منا أشد الانتقام ولكنه سيعزنا وينصرنا عليكم وستعلمون لمن تكون عاقبة الدار، ولكن أهل القرية تمادوا في طغيانهم وراحوا يتطيرون بهؤلاء المرسلين ويقولون كما قال قتادة إن أصابنا شر فإنما هو من أجلكم وإنكم إذا لم تنتهوا فسوف نرجمكم بالحجارة وسيصيبكم منا عقوبة شديدة، فقالت لهم رسلهم إن طائركم معكم مردود عليكم وأنتم ما قابلتمونا بهذا الكلام وتوعدتمونا وتهددتمونا إلا من أجل أنا ذكرناكم وأمرناكم بتوحيد الله وإخلاص العبادة له بل أنتم قوم مسرفون لتطيركم وكفركم وفسادكم .
وقد قيض الله لهؤلاء الرسل من يدافع عنهم فجاءهم رجل من أقصى المدينة يسعى لينصرهم من قومه، قيل إن اسمه حبيب النجار، وكان رجلًا سقيمًا قد أسرع فيه الجذام وكان كثير الصدقة يتصدق بنصف كسبه مستقيم الفطرة، وقيل كان منزله عند أقصى باب من أبواب المدينة وكان يعكف على عبادة الأصنام سبعين سنة يدعوهم لعلهم يرحمونه ويكشفون ضره، فلما أبصر الرسل دعوه إلى عبادة الله فقال هل من آية؟ قالوا: نعم ربنا على ما يشاء قدير وهذه لا تنفع شيئا ولا تضر، فآمن ودعوا ربهم فكشف الله ما به كأن لم يكن به بأس، فحينئذ أقبل على التكسب فإذا أمسى تصدق بكسبه فأطعم عياله نصفا وتصدق بنصف.
فلما همّ قومه بقتل الرسل جاءهم فوعظهم أحسن ما تكون الموعظة وذكرهم بحق الله من العبادة والتعظيم فقتلوه فما خرجت روحه إلا إلى الجنة فدخلها: وفيه قول الله له: {قِيلَ ادْخُلِ الجَنَّةَ}، فلما شاهدها قال: {يَا لَيْتَ قَوْمِي يَعْلَمُونَ * بِمَا غَفَرَ لِي رَبِّي وَجَعَلَنِي مِنَ المُكْرَمِينَ} قال الإمام القرطبي: والظاهر من الآية أنه لما قتل قيل له ادخل الجنة، وقال قتادة بن دعامة: أدخله الله الجنة وهو فيها حي يرزق أراد قوله تعالى :{وَلَا تَحْسَبَنَّ الَّذِينَ قُتِلُوا فِي سَبِيلِ اللَّهِ أَمْوَاتًا ۚ بَلْ أَحْيَاءٌ عِندَ رَبِّهِمْ يُرْزَقُونَ}.

## حديث الصديقون ثلاثة
ورد حديث بلفظ الصديقون ثلاثة حبيب النجار مؤمن آل يس الذي قال يا قوم اتبعوا المرسلين وحزقيل مؤمن آل فرعون الذي قال أتقتلون رجلا أن يقول ربي الله وعلي بن أبي طالب وهو أفضلهم، قال الألباني في كتاب السلسلة الضعيفة الحديث رقم 355 أنه حديث موضوع.